# Indianola (Illinois)
Indianola es una villa ubicada en el condado de Vermilion en el estado estadounidense de Illinois. En el Censo de 2010 tenía una población de 276 habitantes y una densidad poblacional de 274,65 personas por km².

## Geografía
Indianola se encuentra ubicada en las coordenadas 39°55′37″N 87°44′25″O / 39.92694, -87.74028. Según la Oficina del Censo de los Estados Unidos, Indianola tiene una superficie total de 1 km², de la cual 1 km² corresponden a tierra firme y (0%) 0 km² es agua.

## Demografía
Según el censo de 2010, había 276 personas residiendo en Indianola. La densidad de población era de 274,65 hab./km². De los 276 habitantes, Indianola estaba compuesto por el 99.64% blancos, el 0% eran afroamericanos, el 0% eran amerindios, el 0% eran asiáticos, el 0% eran isleños del Pacífico, el 0% eran de otras razas y el 0.36% pertenecían a dos o más razas. Del total de la población el 1.45% eran hispanos o latinos de cualquier raza.